# Porfírio de Gaza
Porfírio de Gaza, bispo de Gaza (Tessalónica, c. 347– 420) foi um clérigo e bispo cristão que foi santificado pela Igreja Católica e que exerceu grande influência na política e na religião de seu tempo.
Aos 25 anos foi à Palestina onde viveu por cinco anos numa gruta perto do rio Jordão e foi lá também que conheceu Marcos, que se tornou seu fiel discípulo.
Depois, para manter-se, passou a trabalhar arduamente num curtume em Jerusalém. Neste trabalho permaneceu por mais de quarenta anos, foi ordenado sacerdote e mais tarde bispo de Gaza pelo patriarca de Jerusalém.
Nessa prática chegou a conseguir da imperatriz Eudóxia um memorial que abolia os templos pagãos de Gaza e da redondeza. 
Morreu por volta do ano 420.